# Fuchsbüchler Hof

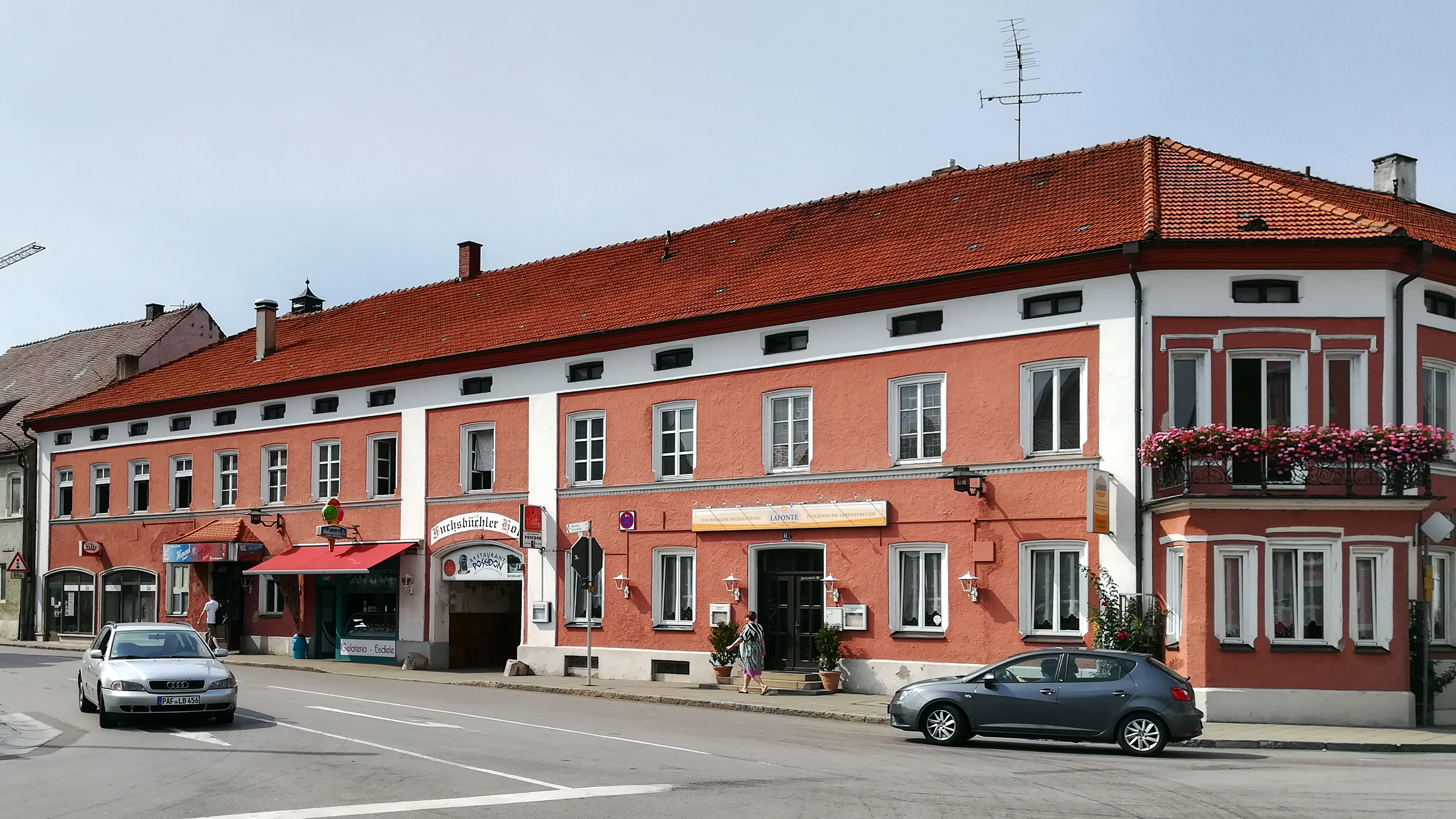
Fuchsbüchler Hof in Geisenfeld

Der Fuchsbüchler Hof in Geisenfeld, einer Stadt im oberbayerischen Landkreis Pfaffenhofen an der Ilm, wurde 1877 errichtet. Das Gasthaus am Stadtplatz 11 Ecke Eglseegasse ist ein geschütztes Baudenkmal.
Der zweigeschossige, verputzte Walmdachbau mit Mezzaningeschoss und Eckbodenerker wurde im Stil der späten Maximilianszeit errichtet. Die Fassade ist durch großflächige Rechteckblenden und stichbogige Fenster gegliedert. An der abgeschräckten Ecke ist ein Balkon mit Eisengitter angebracht.
Siehe auch
- Ensemble Stadtplatz (Geisenfeld)